# 宮坂ゴム
宮坂ゴム株式会社（MIYASAKA RUBBER CO.,LTD.）は、長野県茅野市にある自動車用・工業用・精密機器用・医療機器用のゴム部品及び樹脂部品の製造販売の会社である。
また、一般消費者向けに、肩こりや腰痛等のコリやハリの緩和ゴム・ヘリカール等を製造販売している。

## 会社沿革
この節の出典:
- 1970年4月茅野市豊平に「宮坂ゴム工業所」として創業。
- 1973年11月、「宮坂ゴム株式会社」を設立、取締役社長に宮坂孝雄が就任する。
- 1983年10月、山形工場（宮坂ポリマー 山形）及び営業所開設。
- 1986年2月、東京営業所開設。
- 1987年9月、基板表面実装を主とする関連会社（株）シーピーエス設立。
- 1988年6月、長野営業所開設。
- 1991年2月、プラスチック部品メーカーの（株）チノプラの経営に参加し宮坂ゴムのグループ企業とする。同年4月、現本社工場に移転、業務開始。
- 1992年10月、青森工場（宮坂ポリマー青森）・青森営業所開設。
- 1995年8月、フィリピン工場（宮坂ポリマーフィリピンMiyasaka　Polymer(Philippines).INC）開設。
- 1998年4月ISO9001認証取得。
- 1999年12月。印刷メーカーである富士ネームプレートの経営に参加し宮坂ゴムのグループ企業となる。
- 2002年新規市場（民生、他）開拓を目指し、新製品・新技術開発に注力。
- 2003年12月、中国工場（宮坂富士（中山)有限公司）設立（営業所は香港）。
- 2004年1月、宮坂研究所設立、同年2月、タイ工場（宮坂コンポーネンツタイランドMiyasaka　Components(Thailand)Co.,Ltd）設立、プラスチック製造開始。
- 2005年3月、フィリピン第2工場建設。
- 2006年海外工場の本格稼動・生産拡大。同年9月、ISO14001認証取得。同年、富士ネームプレート、電気床暖房工業会JEF-2-005-01認証取得。
- 2007年宮坂孝雄、茅野市商工会議所、会頭に就任[注釈 1]。
- 2008年8月、タイ工場、ゴム製造開始。
- 2013年10月、グループ企業、富士ネームプレートと合併、事業所は、「FNP事業部」と改称。
- 2015年3月、ヘリカール製品が「健康福祉実践協会」より認定される。同年8月、茅野市より「茅野市はつらつ事業所」第一号に認定される。
- 2016年2月、公益社団法人中小企業研究センターより「グッドカンパニー大賞」を受賞。
- 2018年4月29日、宮坂孝雄、旭日小綬章受章。
- 2019年2月、経済産業省地域経済産業グループより「地域未来牽引企業」に選定される。同年6月、経済産業省中小企業庁より、「はばたく中小企業・小規模事業者300社」に選定される。

## 主な商品
消費者対象
- ヘリカール（一般医療機・肩こりや腰痛等の身体のコリやハリの緩和ゴム。ヘリカールパッチ・リストバンド ・腰ベルト・インソール 等） - カーボンマイクロコイル[注釈 2]を世界で初めて商品化した[2]。磁気を使わないので磁気障害[注釈 3]がない。また、カーボンマイクロコイルには電磁波を吸収する特性があり、様々な分野での活用が期待される。
- 床暖房・富士ホット - 自己過熱抑制PTC発熱抵抗体[注釈 4]を使用した電気式床暖房のため低温やけどになりにくい。
  - シートタイプ超薄型・厚さ0.5mm - バリアフリー等段差の無い床スペース、空間スペースに活用。
  - ボード式・厚さは断熱材含め12.5mm - コンクリートスラブ上に直接敷き込むだけで、下地の工事が不要。重量が軽く、取扱いがスムーズ。

企業対象
- 新素材成形品・ミヤトロン - 熱伝導材 ・放射線シールド[注釈 5]・電磁波シールド）
- 振動吸収材成形品・ミヤフリーク
- 工業用樹脂製品樹脂成形複合品（レゾルバ、SWPL他）
- TPE成形複合品（TPEスコープ他）
- 印刷技術による機能品・ネームプレート（各種銘板・アルマイト・エッチング等）
- 自動車部品・精密機器部品、グロメット製品（ワイヤーハーネス、保護品）
- コネクター防水シール（車載や精密機器の防水用品）
- 表面加工製品（超硬質アルマイト加工、ビッカース450HV）
- 接着製品（プラスチック成形品とゴムの接着や、金属加工品とゴムの接着など複合加工）

## 関連書籍
- 原敏人・米納裕子・宮坂孝雄『健康はあなたが造る・これからは予防医療』文芸社、2016年11月1日。ISBN 978-4286171791。 - オステオパシーに基づいてのこれからの予防医療、健康法を分かりやすくまとめた著書。
- 元島栖二『図解 カーボンマイクロコイル―ヘリカル炭素繊維が拓く世界』日刊工業新聞社、2013年3月24日。ISBN 978-4526070402。